# Bad Tölz-Wolfratshausen
Bad Tölz-Wolfratshausen là một huyện ở bang Bayern, Đức. Các huyện giáp ranh (từ phía nam theo chiều kim đồng hồ) là: Áo và các huyện Garmisch-Partenkirchen, Weilheim-Schongau, Starnberg, Munich và Miesbach.
Huyện đã được lập năm 1972 thông qua việc sáp nhập các huyện cũ Bad Tölz và Wolfratshausen.
Bad Tölz-Wolfratshausen là một trong các huyện alpơ ở biên giới Đức-Áo. Thung lũng Thượng sông Isar chia Alps Bayern với Karwendel, một khu vực thuộc Alps chủ yếu nằm ở Áo. Đỉnh cao nhất của huyện là Schafreuter (2100 m).
Sông Isar chảy vào huyện ở phía tây nam và chảy theo hướng bắc qua hai thị xã chính của huyện là Bad Tölz và Wolfratshausen. Ở phía nam có nhiều hồ trên núi như: Walchensee (16 km²), the Kochelsee (6 km²) và Sylvensteinsee (hồ nhân tạo trên sông Isar). Về phía tây bắc giáp hồ Starnberg (Starnberger See).

## Thị xã và đô thị
| Thị xã                                      | Đô thị | |
| ------------------------------------------- | --- | --- |
| 1. Bad Tölz 2. Geretsried 3. Wolfratshausen | 1. Bad Heilbrunn 2. Benediktbeuern 3. Bichl 4. Dietramszell 5. Egling 6. Eurasburg 7. Gaißach 8. Greiling 9. Icking | 1. Jachenau 2. Kochel am See 3. Königsdorf 4. Lenggries 5. Münsing 6. Reichersbeuern 7. Sachsenkam 8. Schlehdorf 9. Wackersberg |